# Michael Ratner

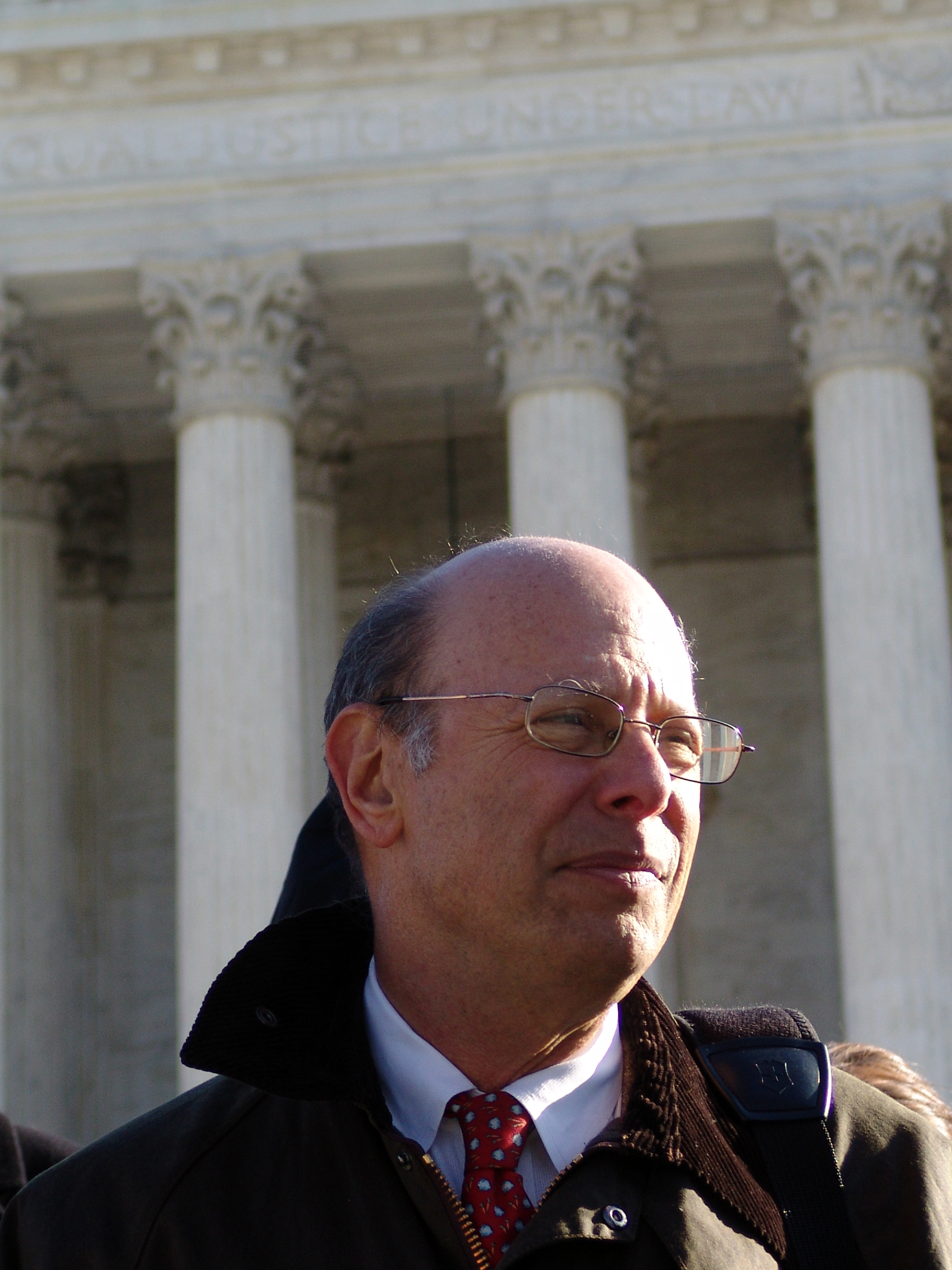
Vor dem US Supreme Court in Washington DC

Michael David Ratner (* 13. Juni 1943 in Cleveland, Ohio, USA; † 11. Mai 2016 in Manhattan, New York City) war ein US-amerikanischer Rechtsanwalt, Bürger- und Menschenrechtsaktivist, Universitätsdozent und Autor/Ko-Autor zahlreicher Bücher. Er war emeritierter Präsident des 1966 von Anwälten des Civil Rights Movement (William Kunstler, Arthur Kinoy, Ben Smith, Morton Stavis u. a.) gegründeten Center for Constitutional Rights (CCR; dt.: Zentrum für Verfassungsrechte) mit Sitz in New York City, das er 45 Jahre leitete und welches sich dank seines Engagements zu einer der wichtigsten Bürger- und Menschenrechtsorganisationen entwickelte. 45 Jahre verteidigte Ratner gemeinsam mit dem CCR Bürger- und Menschenrechte in den USA und weltweit. In unzähligen Prozessen versuchte er die Verantwortung für Krieg, Folter und anderen Grausamkeiten, die von den USA, anderen Regierungen oder Unternehmen u. a. in El Salvador, Grenada, Nicaragua, Kuba, Haiti, Puerto Rico, Guatemala, Indonesien, den Philippinen, Irak oder Israel begangen worden waren, juristisch aufzuarbeiten und für die Zukunft Einhalt zu gebieten. Um die George-W.-Bush-Regierung für Folter zur Verantwortung ziehen zu können, führte er international Prozesse vor Gerichten in Deutschland, Spanien, Kanada, der Schweiz und Frankreich. Ratner war einer der Mitbegründer und Vorstandsvorsitzender des 2007 gegründeten European Center for Constitutional and Human Rights (ECCHR; dt.: Europäisches Zentrum für Verfassungs- und Menschenrechte) in Berlin.
Zuletzt vertraten Ratner und das CCR Julian Assange, Wikileaks sowie die Whistleblower Chelsea Manning und Jeremy Hammond in den USA.

## Leben
Michael Ratner wurde 1943 als erstes der drei Kinder von Harry Ratner (1902–1961) und dessen Ehefrau Anne (geb. Spott) (1918–1976) geboren. Er entstammte einer weitverzweigten jüdischen Textilunternehmer-Familie, die 1921 aus Bialystok (zu dieser Zeit: Zweite Polnische Republik, heute: Polen) in die USA einwanderte und sich in Cleveland, Ohio niederließ. Der ursprüngliche Name „Ratowczer“ wurde nach der Einwanderung in die USA in „Ratner“ umgewandelt. Der Vater von Michael Ratner, Harry Ratner, betrieb ein Unternehmen für Baumaterialien, seine Mutter arbeitete als Sekretärin, die dabei mitwirkte, Flüchtlinge des Zweiten Weltkriegs wiederanzusiedeln. 1929 schlossen sich Harry Ratner (Ratowczer) und drei seiner Brüder – Charles (ehem. Kalman) (1893–1939), Leonard (ehem. Lazar) (1896–1975), Max (ehem. Meir) (1907–1995) – die ebenfalls im Bau- und Holzverarbeitungsgewerbe arbeiteten bzw. eigene Firmen betrieben – zusammen und gründeten Forest City Enterprises (heute: Forest City Reality Trust, Inc.). Das Unternehmen wuchs in den folgenden Jahren zu einem der großen Bauunternehmen der USA heran und realisiert heute Shopping-Center, Hotels, Motels und ähnliche Bauprojekte.
Als Jugendlicher träumte Ratner zunächst davon Archäologe zu werden und studierte an der Brandeis University, Massachusetts Alt- und Mittelenglisch.
„I love the past ....I love looking at archaeological items. I have taken my kids to every ruin in Rome. We go on digs in Central America. I used to think it wasn't political, but it turns out to be highly political. After all, what layer of civilization do you save“
„Ich liebe die Vergangenheit .... Ich liebe es nach archäologischen Objekten zu suchen. Meine Kinder habe ich zu jeder Ruine in Rom geschleppt. Wir führen Grabungen in Mittelamerika durch. Früher dachte ich immer, das wäre unpolitisch, aber es stellt sich jetzt als hochpolitisch heraus. Denn: Welche Schicht der Zivilisation wollen Sie retten?“
Nach dem Abschluss dieses Studiums im Jahre 1966 schlug er dann aber einen anderen Weg ein und begann ein Jura-Studium an der Law School der Columbia University in New York. Als Ratner zur Columbia kam, brodelten die Universitäten vom studentischen Protest gegen den Vietnamkrieg und auch Ratner wurde durch diese Protestbewegung politisiert. Er arbeitete beim NAACP Legal Defense and Educational Fund (LDF) mit, bei dem das Problem der Segregation im Mittelpunkt stand. Ebenso wurde er Mitglied der National Lawyers Guild (NLG), die sich zu dieser Zeit bemühte ihren studentischen Arm wiederzubeleben. Später wurde er Präsident der NLG. 1968 nahm Ratner an den legendären Columbia University Protesten gegen den Vietnamkrieg teil (s. engl. Wiki: Columbia University protests of 1968). Hier traf er mit Anwälten der NLG wie Arthur Kinoy, William Kunstler, Bill Schaap, Mary Kaufmann, Ralph Shapiro und anderen zusammen. Gemeinsam gründete man das NYC-NLG Mass Defence Committee. Nach Abschluss des Jurastudiums im Jahre 1971 arbeitete er zunächst für die ehemalige LDF-Anwältin Constance Baker Motley, die zu dieser Zeit als Richterin für den District Court (Bezirksgericht) für den Southern District of New York wirkte, begann aber noch im selben Jahr (auch 1971) für das Center for Constitutional Rights (CCR) zu arbeiten. Das CCR hatte seine Wurzeln in der Bürgerrechtsbewegung mit William Kunstler, Arthur Kinoy, Ben Smith und Morton Stavis. Ratner wurde legal director (Juristischer Vorstand) des CCR von 1984 bis 1990 und Präsident von 2002 bis 2014. Unter seiner Leitung und dank seines Engagements sollte sich das CCR zu einer der wichtigsten Bürger- und Menschenrechtsorganisationen der USA entwickeln.
Kurz bevor Ratner sich beim CCR engagierte, hatte die Revolte der Gefangenen im Attica-Gefängnis in New York im September 1971 mit 39 Toten und 90 Schwerverletzten für Schlagzeilen gesorgt (s. engl. Wiki: Attica Prison riot). Der Fall Attica Brothers v. Rockefeller war dann auch Ratners erster Fall im Rahmen seiner Arbeit für das CCR.